# Stragari
Stragari (srp.: Страгари) su naselje i središte istoimene općine u Šumadijskome okrugu u Središnjoj Srbiji.

## Stanovništvo
U naselju Stragari živi 967 stanovnika, od toga 796 punoljetnih stanovnika, a prosječna starost stanovništva iznosi 45.5 godina (43.6 kod muškaraca i 47.4 kod žena). U naselju ima 338 domaćinstava, a prosječan broj članova po domaćinstvu je 2,81.
Prema popisu stanovništva iz 1991. godine u naselju je živjelo 1.295 stanovnika.
| Etnički sastav 2002. |            |        |
| Narod                | Stanovnika | %      |
| Srbi                 | 959        | 99,17% |
| Hrvati               | 1          | 0,10%  |
| Mađari               | 1          | 0,10%  |
| Makedonci            | 1          | 0,10%  |
| Crnogorci            | 1          | 0,10%  |
| nepoznato            | 0          | 0,0%   |

| broj stanovnika | 1627  | 1653  | 1786  | 1739  | 1441  | 1295  | 967   |
|                 | 1948. | 1953. | 1961. | 1971. | 1981. | 1991. | 2001. |

## Vanjske poveznice
- Informacije o naselju  Arhivirana inačica izvorne stranice od 1. veljače 2009. (Wayback Machine)
- Karte, udaljenonosti, vremenska prognoza  Arhivirana inačica izvorne stranice od 16. siječnja 2009. (Wayback Machine)
- Satelitska snimka naselja  Arhivirana inačica izvorne stranice od 8. ožujka 2021. (Wayback Machine)